# یوانا هایدریش
یوانا هایدریش (آلمانی: Joana Heidrich؛ زادهٔ ۲ اکتبر ۱۹۹۱) بازیکن والیبال ساحلی اهل سوئیس است.